# Highlights and Low Lives
Highlights and Low Lives è il nono album dei Blue Cheer, fu pubblicato nel 1990 dall'etichetta Thunderbolt Records e prodotto da Roland Hoffman e Jack Endino.

## Tracce
Lato A
1. Urban Soldiers – 4:05 (Dickie Peterson)
2. Hunter of Love – 5:30 (Dickie Peterson, Andrew MacDonald)
3. Girl From London – 5:37 (Richard Peddicord)
4. Blue Steel Dues – 6:45 (Dickie Peterson, Andrew MacDonald)

Lato B
1. Big Trouble in Paradise – 4:05 (Dickie Peterson, Tony Rainier)
2. Flight of the Enola Gay – 3:46 (Dickie Peterson, Andrew MacDonald)
3. Hoochie Coochie Man – 5:50 (McKinley Morganfield)
4. Down and Dirty – 4:32 (Dickie Peterson, Andrew MacDonald)

Tracce bonus su CD
1. Blues Cadillac – 3:49 (Dickie Peterson)

## Formazione
- Dickie Peterson - basso, voce
- Andrew MacDonald - chitarra
- Paul Whaley - batteria